# St. Leonhardskirche (St. Gallen)

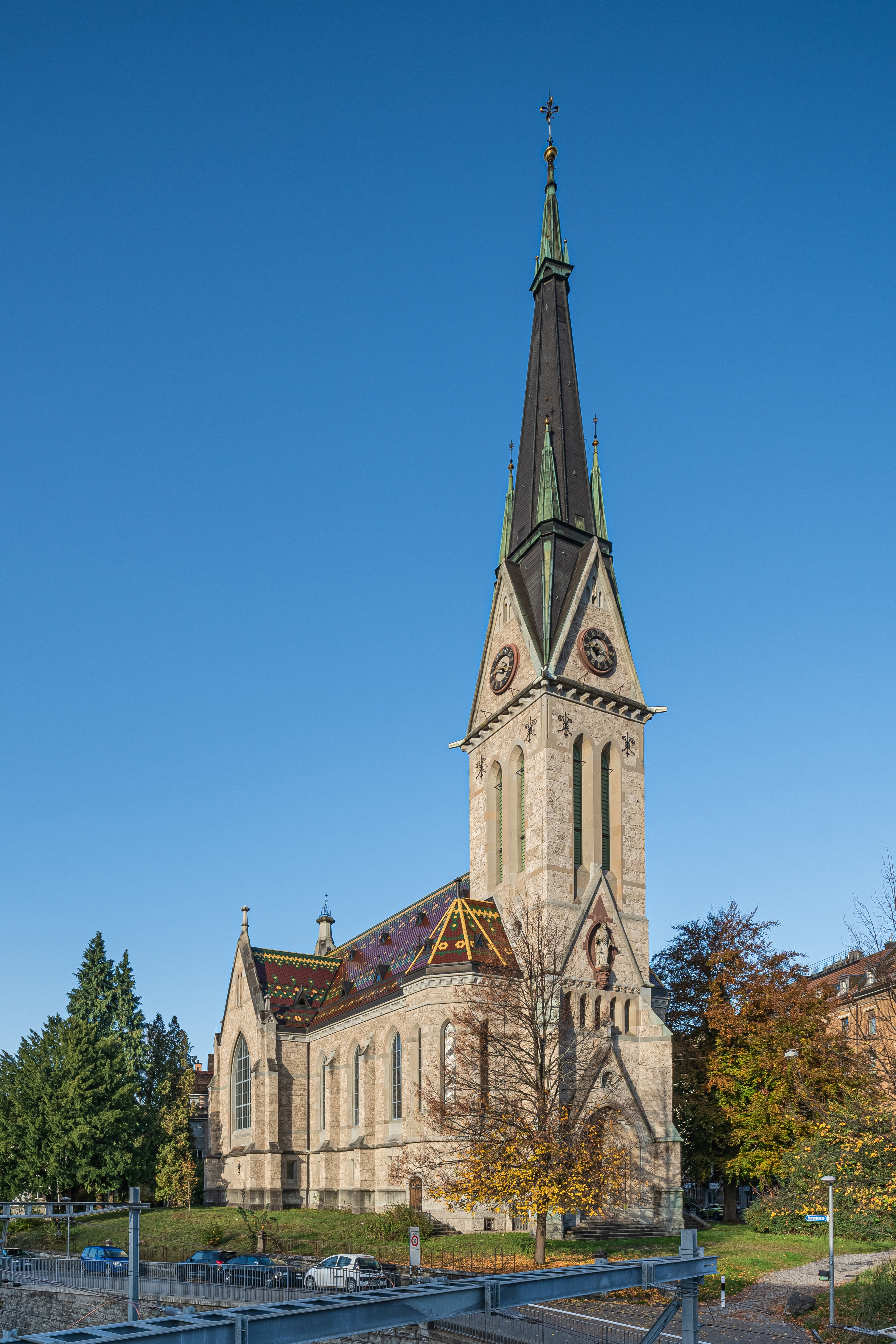
St. Leonhardskirche, 2022

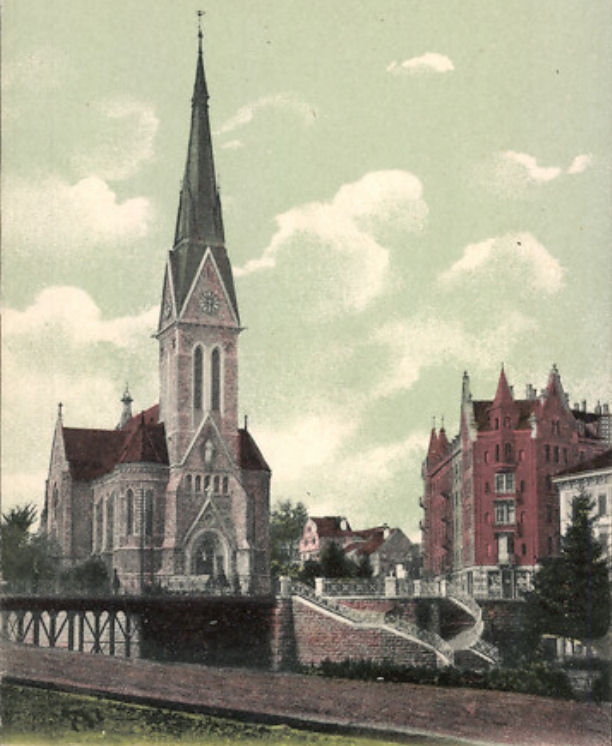
St. Leonhardskirche um 1900

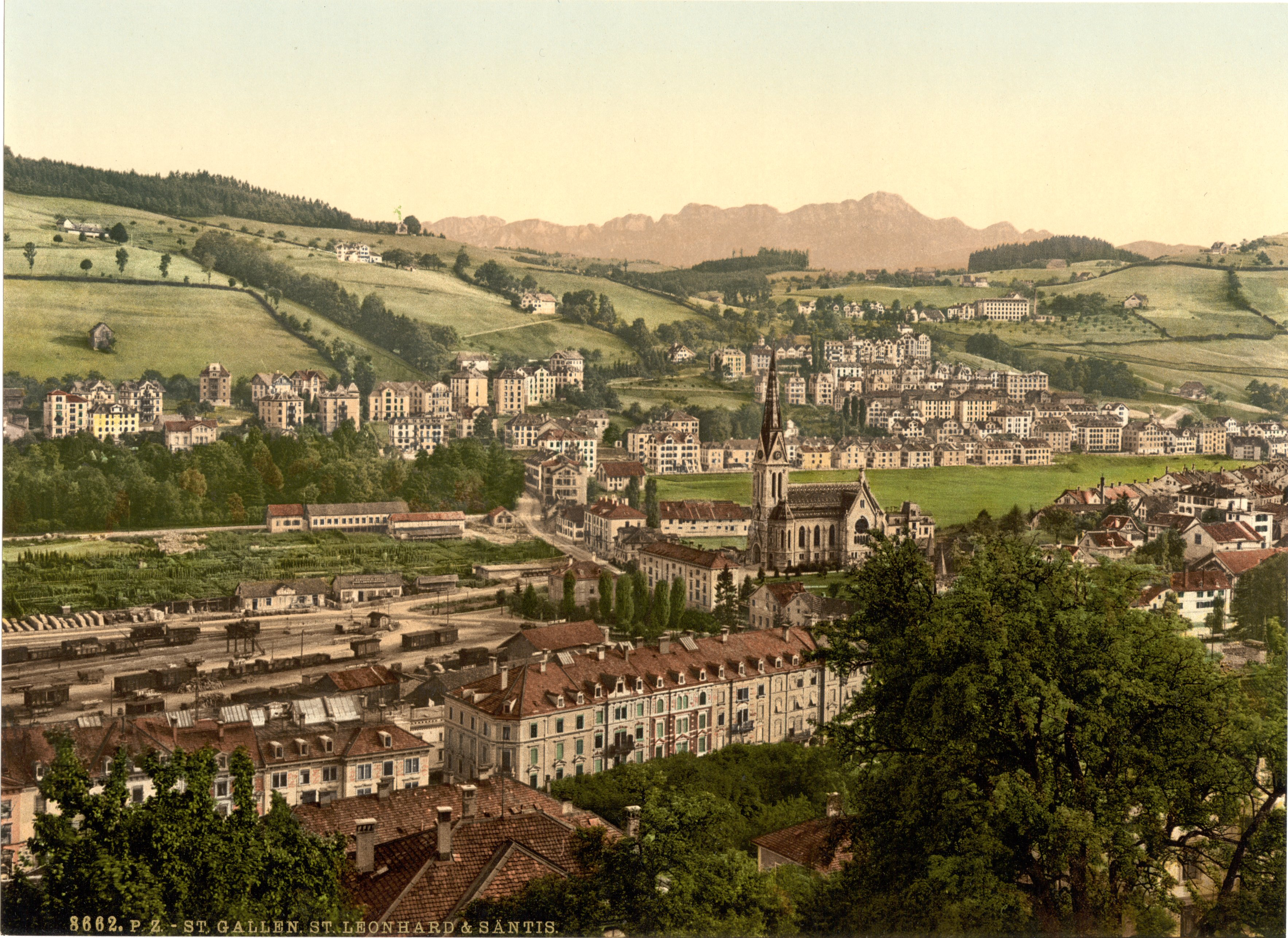
Panorama mit St. Leonhard und dem Säntis um 1900

Die evangelische St. Leonhardskirche in St. Gallen wurde von dem Berliner Architekten Johannes Vollmer in neogotischem Stil entworfen; die Bauleitung hatte der St. Galler Architekt Ferdinand Wachter. Nach zweijähriger Bauzeit wurde die Kirche am 1. Mai 1887 eingeweiht. Die Kirchgemeinde St. Gallen verkaufte die Kirche 2004 an privat; seitdem wird der Bau für kulturelle Veranstaltungen benutzt.

## Lage
Die Kirche steht westlich des Bahnhofs am Rand der ehemaligen Vorortsgemeinde Straubenzell – und damit ursprünglich in der geraden Verlängerung der St. Leonhardstrasse, die aus der Innenstadt herausführt. 
«Der Bau bildet den denkbar schönsten Abschluss der St. Leonhard-Strasse» heisst es in einem zeitgenössischen Dokument zur Einweihung. Später wurde der Verlauf der Strasse geändert, so dass diese heute vor der Kirche vorbeiführt. Dennoch sticht die Kirche als markantes Bauwerk beim Verlassen der Stadt ins Auge.

## Bau 1885–1887
Ab 1887 diente die Kirche den evangelischen Bewohnern der westlichen Vororte der Stadt St. Gallen, bis hin nach Gaiserwald, als Versammlungsraum. Die westliche Vorortsgemeinde Straubenzell wurde erst 1918 eingemeindet und war vorwiegend katholisch, denn sie war bis zur Aufhebung der Fürstabtei im Besitz des Klosters von St. Gallen. Die neue Kirche löste eine ältere, kleinere ab, die dort schon seit dem 17. Jahrhundert gestanden hatte. Später wurde die evangelische Kirchgemeinde Straubenzell St. Gallen West gegründet, womit sich das Einzugsgebiet von St. Leonhard reduzierte. 1931 wurde die Kirche innen renoviert.
Um 1980 begannen sich Veränderungen in der Kirchennutzung abzuzeichnen. Die Zahl der Kirchenbürger schrumpfte markant (→Bevölkerungsstatistik der Stadt St. Gallen), und die Kirche hätte renoviert werden müssen. Da sich die Kirchenbürger zuvor für die Renovation der Kirche Linsebühl entschieden hatten, wurden die finanziellen Mittel knapp.

## Schliessung 1995 und Offene Kirche
Am 1. Januar 1995 wurde die Kirche geschlossen, Gottesdienste fanden keine mehr statt. Zwei Jahre später wurde das ökumenische Projekt Offene Kirche St. Leonhard gestartet. Die Kirche wurde nun für ökumenische Gottesdienste, Segnungen, Musicals und dergleichen eingesetzt. Nach wie vor war jedoch unklar, mit welchem Geld die Kirche saniert werden sollte. Die Kirche galt inzwischen als baufällig, die Betriebsbewilligung wurde nur noch provisorisch für je ein Jahr erteilt.

## Verkauf 2004
Im Herbst 2004 liess die Besitzerin, die Kirchgemeinde St. Gallen Centrum, die Kirche öffentlich zum Verkauf ausschreiben. Mehrere Interessenten meldeten sich, der Winterthurer Architekt Giovanni Cerfeda bekam den Zuschlag. Die Stimmbürger der Kirchgemeinde billigten den Verkauf der Kirche für 40'000 Franken. 
Ein baldiges Renovationsprojekt wurde in Aussicht gestellt, jedoch nicht realisiert. Die Offene Kirche St. Leonhard war inzwischen weitergezogen, der neue Besitzer liess neue Sitzplätze einbauen (die alten hatte man lange vorher ausgebaut und entsorgt), und nun wurde in der Kirche das Musical Sister Act aufgeführt.

## Brand 2007 und Umbaupläne

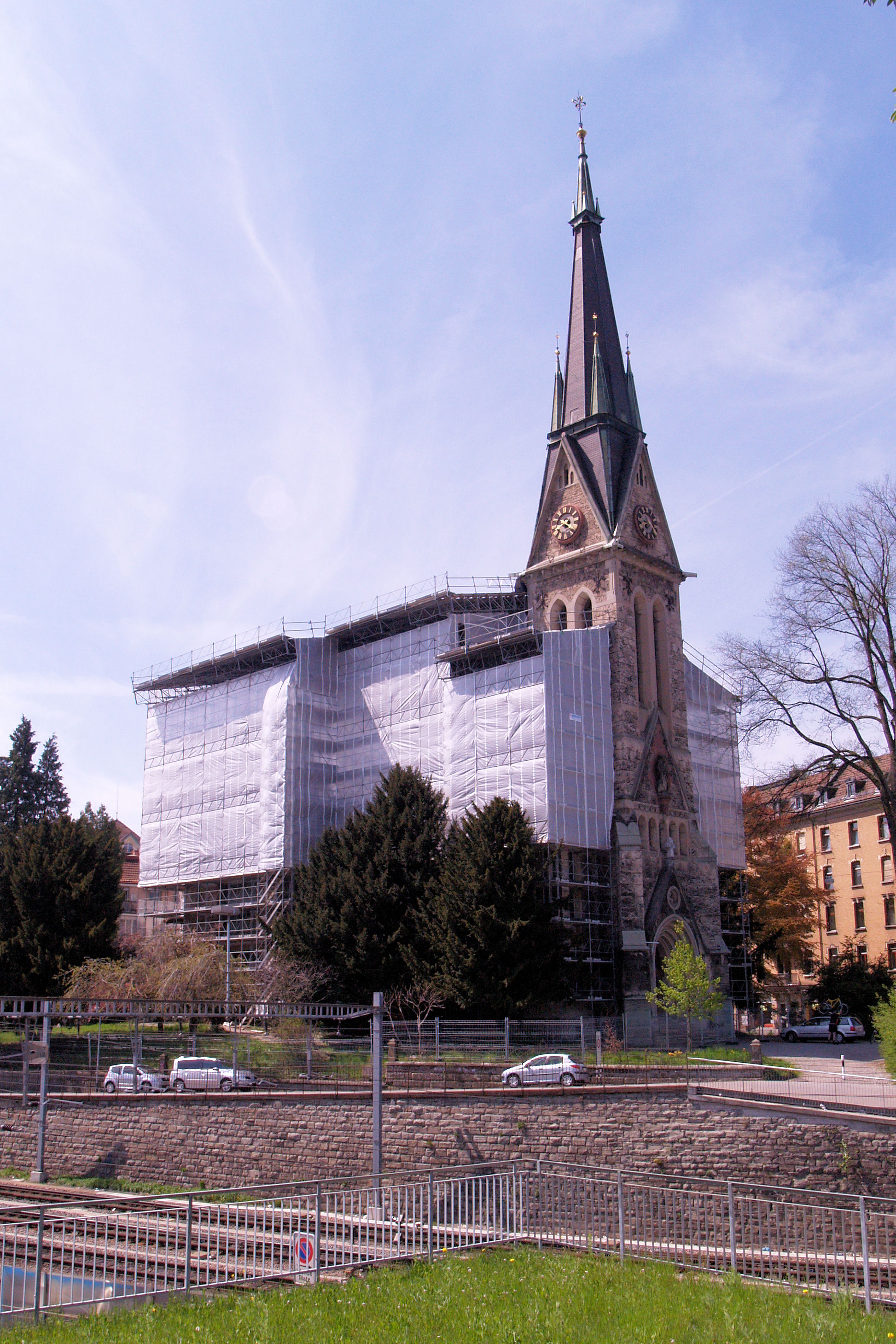
Die St. Leonhardskirche mit dem Notdach, das nach dem Brand vom 20. Dezember 2007 angebracht wurde (Frühling 2008)

Bevor die Renovation in Angriff genommen werden konnte, brannte am Abend des 20. Dezember 2007 der Dachstock der Kirche vollständig aus. Nur der Kirchturm konnte durch einen Grosseinsatz von etwa 200 Feuerwehrleuten gerettet werden. Gemäss den Untersuchungsbehörden waren Dachdeckerarbeiten, bei denen ein Mottbrand entstand, die Ursache des Feuers.
In der Folge musste die Kirche mit einem Notdach versehen werden, um weiteren Schaden, etwa durch Regen, abzuwenden. Dieses blieb lange Zeit bestehen, ohne dass ein sichtbarer Fortschritt erkennbar blieb. Erst im Frühling 2010 wurden das Notdach und das zugehörige Gerüst wieder entfernt, so dass das sanierte Dach erkennbar wurde.
2013 stellte der Eigentümer der Kirche grössere Umbaupläne zu einem Event- und Kulturzentrum vor. Die dazu notwendigen Renovations- und Restaurierungsarbeiten waren mittlerweile abgeschlossen worden. 